# Kortspelarna
Kortspelarna (franska: Les Joueurs de cartes) är en serie oljemålningar av den franske konstnären Paul Cézanne. Den omfattar fem oljemålningar som utfördes under 1890-talet samt ett stort antal skisser. 
Den första målningen utfördes 1890–1892 och avbildar tre kortspelare och en stående åskådare. Den är idag utställd på Metropolitan Museum of Art i New York. Den andra versionen utfördes ungefär samtidigt som den första (man har varit osäker på vilken ska räknas som den äldsta av dem) och dateras till 1890–1892. Det är den största versionen och den som innehåller mest detaljer. Tre kortspelare och två åskådare avbildas. Målningen är utställd på Barnes Foundation i Philadelphia. 
De tre avslutade versionerna är mer avskalade och avbildar endast två kortspelare. Den tredje versionen målades 1892–1893 och är i privat ägo. När den såldes 2011 av den grekiske redaren George Embiricos till Al Mayassa bint Hamad och Qatars kungliga familj betingande den rekordsumman 300 miljoner dollar. Den fjärde versionen är från 1892–1895 och är utställd på Courtauld Institute of Art i London. Den sista versionen anses vara den som idag är utställd på Musée d'Orsay i Paris; den färdigställdes 1895. Parisversionen är den minsta och troligen den mest kända och reproducerade.
De olika versionerna varierar i storlek, och de senare versionerna är mer avskalade. Cézanne har gått mycket noga till väga, arbetat med flera modeller och utfört ett flertal skisser. Modellerna har varit avlönade lokala jordbrukare. Trädgårdsmästaren på Cézannes gård Jas de Bouffan utanför Aix-en-Provence, Paulin Paulet, är till exempel modell för den vänstra kortspelaren i de två första versionerna. I de tre senare versionerna har Cézanne istället porträtterat honom till höger. 

## Galleri

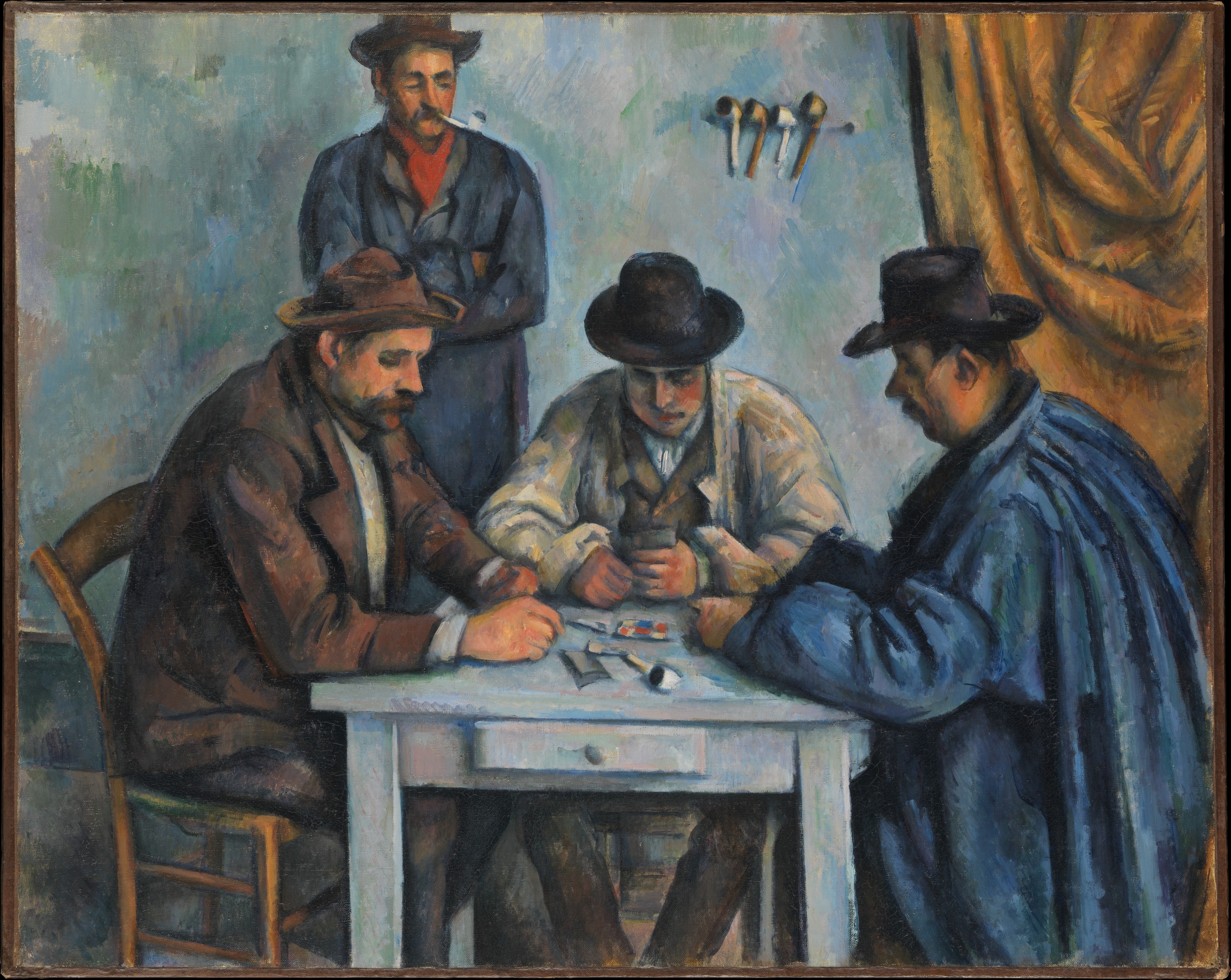
Version från 1890–1892. Metropolitan Museum of Art (65x82 cm).
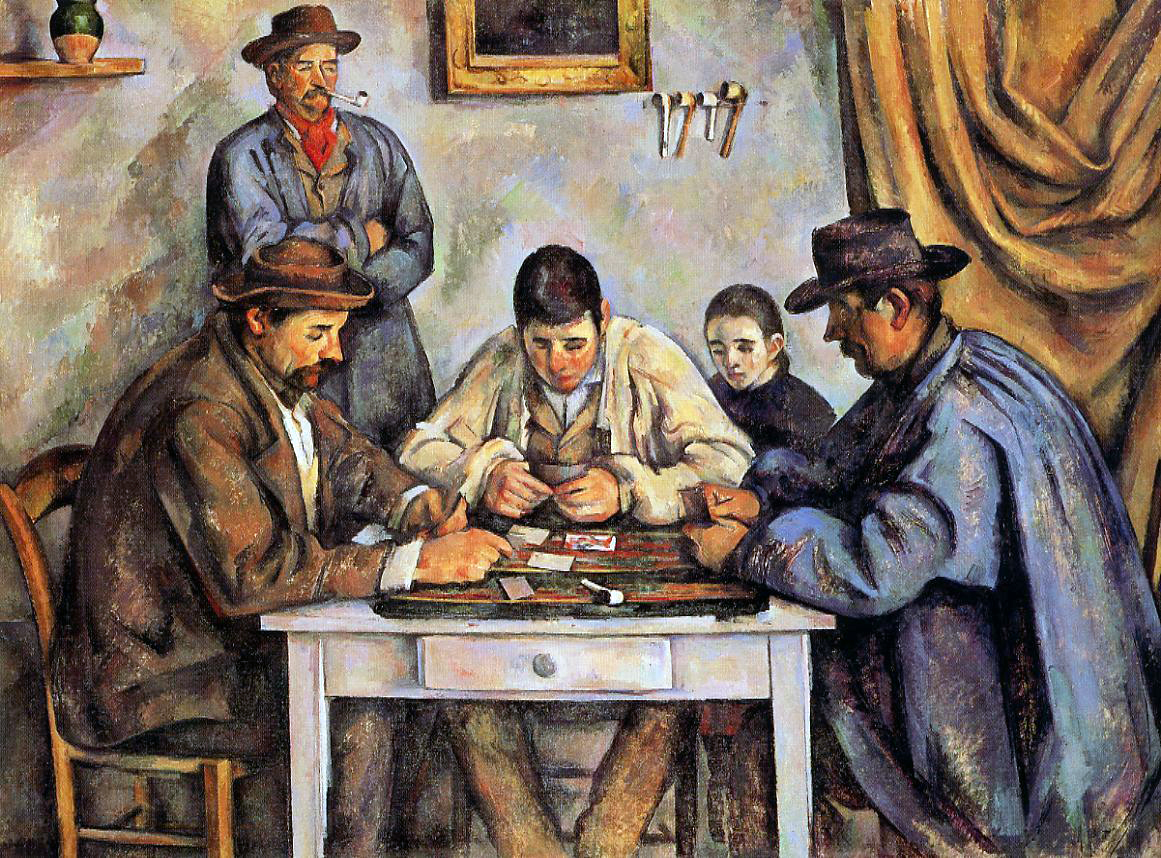
Version från 1890–1892. Barnes Foundation i Philadelphia (135 x 180 cm).
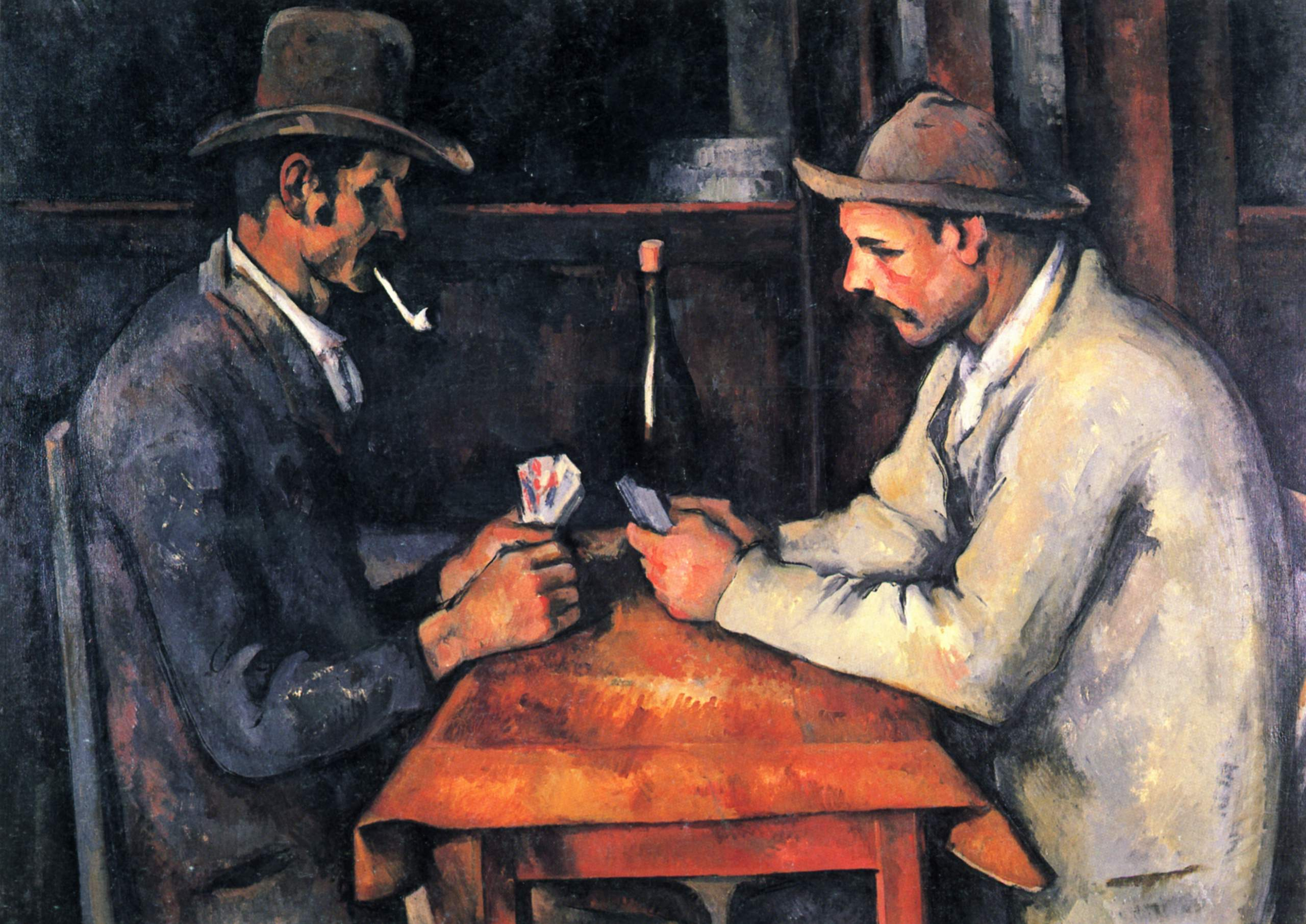
Version från 1892–1893. Privat ägo (97x130 cm).
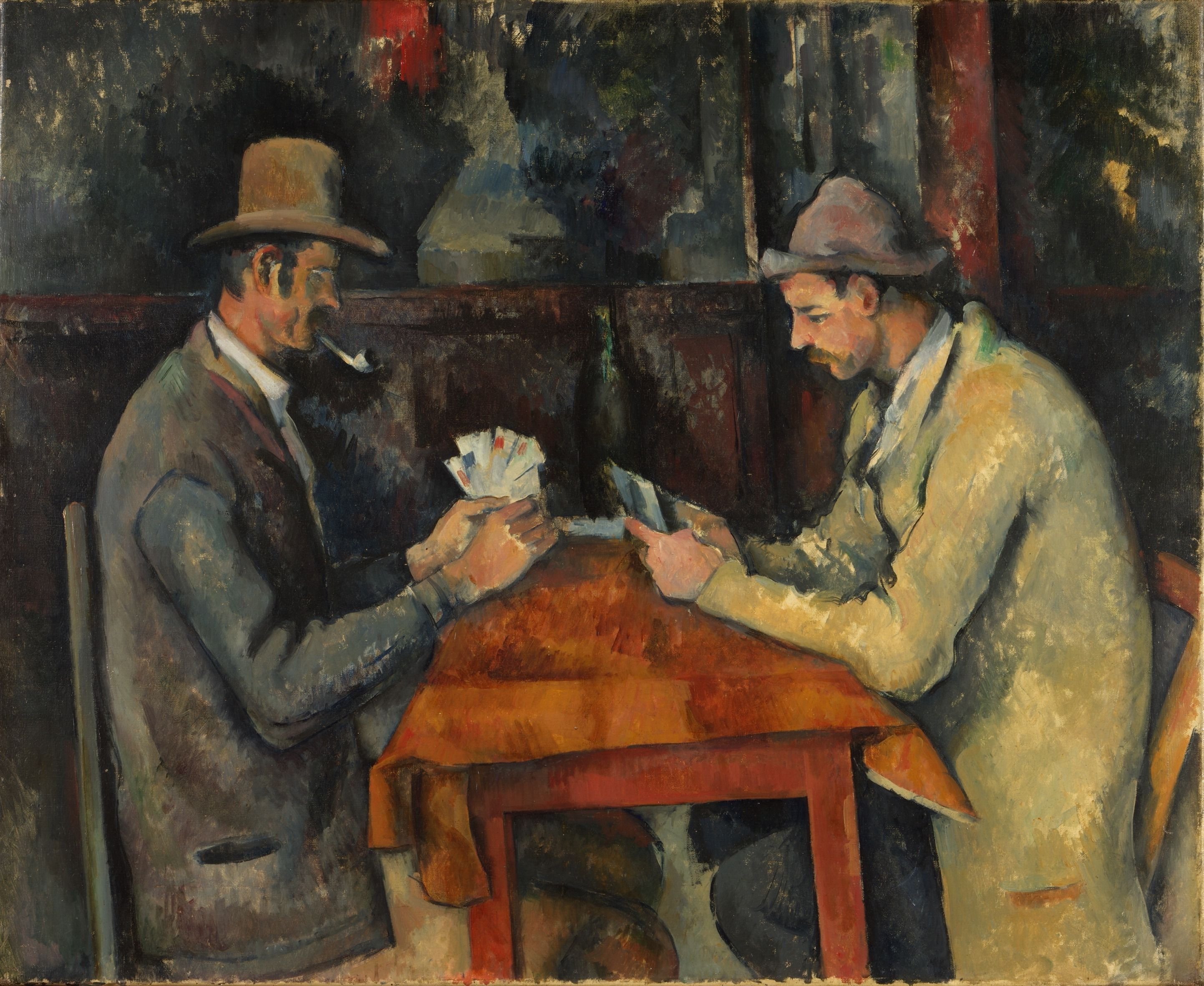
Version från 1892–1895. Courtauld Institute of Art (60x73 cm).